# Национални народни конгрес
Национални народни конгрес (традиционални кинески: 全國人民代表大會; упрошћени кинески: 全国人民代表大会; пинјин: Quánguó Rénmín Dàibiǎo Dàhuì), скраћено ННК, највише је законодавно тело Народне Републике Кине.
Иако се чланство у ННК још увек највише одређује од стране Комунистичке партије Кине, од раних 1990-их почео је да буде нешто више од симболике, али немоћног строја за дизање руку, те постао форум за решавање спорова између различитих делова Партије и народа. Међутим, и данас је велика реткост да ННК одбије да изгласа било који предлог који му се поднесе на разматрање.
Национални народни конгрес се састаје у пуној седници отприлике две недеље сваке године и гласа о важним деловима закона и кадровским задацима, међу осталим. Ове седнице су обично заказане за састанке Националног комитета Народне политичке консултативне конференције (ЦППЦЦ), консултативног тела чији чланови представљају различите друштвене групе. Пошто су ННК и ЦППЦЦ главна саветодавна тела Кине, често се називају Две седнице (Љангхуј). Према ННК , његови годишњи састанци пружају прилику државним службеницима да размотре прошлу политику и да нацији представе будуће планове. Због привремене природе пленарних седница, већина овлашћења ННК делегирана је Сталном комитету Националног народног конгреса (НПЦСЦ), који се састоји од око 170 посланика и састаје се на континуираним двомесечним заседањима, када његов матични ННК није на седници.
Чланство у конгресу је по природи хонорарно и не плаћа се. Делегатима Националног народног конгреса је дозвољено да истовремено заузимају места у другим органима власти, а партија и ННК обично укључују све високе званичнике у кинеској политици. Међутим, чланство у Сталном комитету је често пуно радно време и носи плату, а члановима Сталног комитета није дозвољено да истовремено буду на извршним, судским, тужилачким или надзорним функцијама. Према кинеском уставу, ННК је структурисан као једнодомно законодавно тело, са овлашћењем да мења Устав, доноси законе и надгледа рад владе, и бира главне службенике Националне надзорне комисије, Врховног народног суда, Врховног народног тужилаштва, Централне војне комисије и државе.

### Састав прошлих Националних народних конгреса[1][2]
| Конгрес    | Година | Укупно посланика | Женски посланици | Жена % | Посланици мањина | Мањина % |
| ---------- | ------ | ---------------- | ---------------- | ------ | ---------------- | -------- |
| Први       | 1954   | 1226             | 147              | 12     | 178              | 14.5     |
| Други      | 1959   | 1226             | 150              | 12.2   | 179              | 14.6     |
| Трећи      | 1964   | 3040             | 542              | 17.8   | 372              | 12.2     |
| Четврти    | 1975   | 2885             | 653              | 22.6   | 270              | 9.4      |
| Пети       | 1978   | 3497             | 742              | 21.2   | 381              | 10.9     |
| Шести      | 1983   | 2978             | 632              | 21.2   | 403              | 13.5     |
| Седми      | 1988   | 2978             | 634              | 21.3   | 445              | 14.9     |
| Осми       | 1993   | 2978             | 626              | 21     | 439              | 14.8     |
| Девети     | 1998   | 2979             | 650              | 21.8   | 428              | 14.4     |
| Десети     | 2003   | 2985             | 604              | 20.2   | 414              | 13.9     |
| Једанаести | 2008   | 2987             | 637              | 21.3   | 411              | 13.8     |
| Дванаести  | 2013   | 2987             | 699              | 23.4   | 409              | 13.7     |
| Тринаести  | 2018   | 2980             | 742              | 24.9   | 438              | 14.7     |
| Четрнаести | 2023   | 2977             | 790              | 26.5   | 442              | 14.8     |